# Kharàlambos Kholidis
Kharàlambos Kholidis (grec: Χαράλαμπος Χολίδης)  (Atirau, 1 d'octubre de 1956 - Atenes, 26 de juny de 2019), també conegut com a Babis Kholidis, fou un lluitador grec, especialista en lluita grecoromana, que va competir durant les dècades de 1970 i 1980.
Nascut a la República Socialista Soviètica del Kazakhstan, va emigrar a Grècia amb la seva família el 1965. Durant la seva carrera esportiva va prendre part en quatre edicions dels Jocs Olímpics. El 1976 i 1980, a Mont-real i Moscou respectivament, va disputar sense sort la prova del pes mosca del programa de lluita grecoromana. En canvi, el 1984 i 1988, a Los Angeles i Seül respectivament, guanyà la medalla de bronze en la prova del pes gall del programa de lluita grecoromana. En el seu palmarès també destaquen dues medalles de bronze al Campionat del món de lluita i dues de plata i una de bronze al Campionat d'Europa de lluita.